# Xã Santiago, Quận Sherburne, Minnesota
Xã Santiago (tiếng Anh: Santiago Township) là một xã thuộc quận Sherburne, tiểu bang Minnesota, Hoa Kỳ. Năm 2010, dân số của xã này là 1.895 người.